# Monasterio de Sant Joan el Vell
El monasterio de Sant Joan el Vell se encuentra localizado en Perpiñán en la región francesa de Languedoc-Rosellón.

## Historia
En 1025 fue consagrada por el obispo de Elna, Berenguer de Gurb, en presencia del conde del Rosellón Gausfred II. Se constituyó en canónica con el consentimiento del obispo Ermengol de Elna, en el año 1102.
En el siglo XIII hay documentos que acreditan donaciones hechas para la obra de sant Joan, reformado en dos etapas, los años 1225-50 y 1260-90.

## El edificio
La iglesia es de tres naves con tres ábsides semicirculares, cubiertas con bóvedas de cañón apuntadas, separadas por pilares de mármol rosado.
De la primitiva construcción del año 1025 se conserva una portada que fue reconstruida con dos elementos encontrados, presenta una decoración con relieves parecidos a otros altares de los siglos X-XI del Rosellón.
La portada principal en el sur, está hecha con mármol de Céret. Debajo de un arco de medio punto, apuntalado sobre dos pilares con dos arcadas separadas por una clave que tiene una imagen de un Cristo en majestad con dos ángeles, además hay unas esculturas de san Pablo, san Jaime, san Juan y san Pedro. Estas obras son atribuidas al escultor Ramón de Bianya.
Como parte del tesoro de la iglesia, se guardan dos vírgenes románicas y una talla de un Cristo crucificado del siglo XIII o XIV.